# Az ügynök halála (színmű)
Az ügynök halála (eredeti cím: Death of a Salesman) Arthur Miller egyik legismertebb drámája, melyet 1949-ben mutattak be. Ezért a művéért megkapta a Pulitzer-díjat és a Tony-díjat. A darabot először a Broadwayn mutatták be 1949. február 10-én Lee J. Cobb, Mildred Dunnock, Arthur Kennedy, Cameron Mitchell, Albert Dekker és Gene Lockhart szereplésével, Elia Kazan rendezésében. A műben Miller egy lecsúszott ember hiábavaló erőfeszítéseit mutatja be az általa elképzelt ideális, sikeres munkához és családi élethez. Magyarul először 1963-ban, az Európa Könyvkiadó által kiadott Drámák című Miller-kötetben jelent meg Ungvári Tamás fordításában.

## Történet
A hatvanas éveiben járó utazó üzletkötő, Willy Loman már harmincöt éve dolgozik ugyanannak a cégnek. Éli az amerikai kisvárosi átlagember életét, családját szereti, fiait, Bifft és Happyt úgy-ahogy felnevelte; felesége, Linda óvó szeretettel viszonyul hozzá. Ám Willynek már nem megy jól az üzletkötés s az akkori viszonyoknak megfelelően fizetése teljes mértékben a létrejött üzletek számától függ. A házra felvett kölcsön részleteit az elmaradt fizetés miatt nem tudja kifizetni, fiai pedig nem járulnak hozzá a család költségeihez. Emiatt Willy titokban öngyilkosságra készül, ami nem annyira helyzetének nehézségéből fakad, mint inkább kiábrándultságából, amiben semmiféle szellemi vagy lelki vigasz nem adódik a számára. Végül Linda meggyőzi őt arról, hogy egy újabb, kétséges kimenetelű üzleti út helyett egyenesen a főnökét keresse fel és a korára és a cégnél eltöltött munkaéveire tekintettel stabil irodai elhelyezést kérjen tőle állandó fizetéssel.
Mindeközben Willy a fiait is az önálló élet felé terelné, hiszen Happy főleg nők elcsábításával tölti az idejét, Biff pedig, mint kiderül, egyik állásból a másikba vetődik, ám kleptomániája miatt sehol sem képes megmaradni. Willy arra biztatja a két fiút, hogy sportszer-forgalmazói üzletbe fogjanak. Ennek érdekében egy régi ismerőshöz küldi Bifft, remélve, szeretettel fogadja őt és azonnal alkalmazza is. Kiderül azonban, hogy Willy saját magát is túlértékeli: üzletkötőként úgy hiszi, ismertsége általános megbecsülést szerzett neki, s fiai részben emiatt, részben remek fizikai felépítésük okán könnyen elhelyezkedhetnek.
A darab által átfogott kétnapos időszak második napján mindenre fény derül: Willy nemhogy nem kap új beosztást, hanem főnöke (az akkori szociális viszonyok szerint, de emberileg is megalázva őt) azonnal meneszti az idősödő férfit. Biff nemhogy nem talál szíves fogadtatásra a felkeresett vállalkozónál, hanem még csak meg sem ismeri, szóra sem méltatja őt. Biff, az irodában egyedül maradva, ellopja a vállalkozó értékes töltőtollát, ezzel ismét kifejezve lopási hajlandóságát. Az estére megbeszélt családi vacsora kölcsönös vádaskodásba fordul: Willy feltárja fiai előtt, hogy elbocsátották, Biff pedig bevallja, hogy a vállalkozó szóba sem állt vele. A vacsora dulakodással végződik. Végül a két fiú magára hagyja az apját és az étkezőben korábban kiszemelt nőkkel távoznak. A vita otthon is folytatódik: Linda vádolja a fiait, amiért apjukat magára hagyták, Willy pedig először összeszólalkozik Biffel, majd könnyek között mégis kibékülnek.
A családi veszekedés elül, de Willyt már nem látjuk viszont élve. Halálának nem vagyunk közvetlen tanúi, csupán azt halljuk, hogy autóba ül és távozik. A zárójelenet Willy temetése, amikor kiderül, korábban már próbálgatott módon, valószínűleg autóval követett el öngyilkosságot. Felesége a temetés után kifizeti a házon lévő tartozás utolsó részletét, de az így megszerzett szabadsággal a darab szerint már nem tud mit kezdeni. Az „amerikai álom” ígérete teljes kudarcnak bizonyul.
A darab ugyan az 1940-es évek viszonyai között játszódik, de sok szempontból a mai Egyesült Államokra is igaz. Willy a családjáért látszólag mindent feláldozó apa szerepét játssza, valójában azonban a saját álmaiban él és megalomániás célokat követ. Biff és Happy az amerikai viselkedésmód egy-egy modellje: az egyik a mindig eufemizáló, valójában érzéki egoizmust megjelenítő minta, a másik a gyökértelen életforma, amely állandó vándorlásban van, megállapodni nem képes, örök infantilizmus rabja. Linda talán az egyetlen pozitív szereplő, aki anyaként és feleségként mindig a férje és a gyermekei mellett áll, de konfliktusukat nem érti, feloldani nem képes. Willy vélhető öngyilkossága a darab végén az amerikai életforma élhetetlenségét, értelmetlenségét fejezi ki. Az átlagos amerikai életre egyébként jellemző vallásosság csak abban jelenik meg a drámában, hogy Willy egy ponton megtiltja a káromkodást a házában.
A darabot társadalomkritikai éle a II. világháborút követő években népszerűvé tette, de sok vonatkozása napjainkban már kevésbé érthető (így pl. a kétszer is említett Studebaker autómárka a korszakban a legnépszerűbb, ma már régen megszűnt). Mégis, a családi konfliktuson, a szereplők karakterén keresztül egy olyan világra nyílik rálátásunk, amiben a nagyzási hóbort mögött értelmetlenség, kegyetlenség, öncélú érzékiség és beteges kényszercselekvés húzódik meg. Míg az 1960-as években a darab magyarországi bemutatóit politikai célok motiválták, a rendszerváltozást követő időszakban a darabban leírt antiszociális viszonyok idehaza is élményszerű tartalomra tettek szert. Ekképpen az eredeti társadalomkritika egyetemes jelentősége is jobban megragadható.

## Magyar ősbemutató
A darabot először a Nemzeti Színházban mutatták be, 1959-ben. A Rácz Jenő által fordított darabot Marton Endre rendezte, Willyt Timár József, Lindát Somogyi Erzsi, Biffet Kálmán György, Happyt Kállai Ferenc játszotta. Az előadásról felvétel is készült. Ez volt az első magyar színházi közvetítés.
A Színházi adattárban regisztrált bemutatóinak száma: 28; ugyanitt huszonhárom színházi fotó is található.

## Feldolgozások
- Az ügynök halála (Death of a Salesman, 1951) rendező: Laslo Benedek szereplők: Fredric March, Mildred Dunnock, Kevin McCarthy, Cameron Mitchell
- Death of a Salesman (1966) rendező: Alex Segal szereplők: Lee J. Cobb, Mildred Dunnock, George Segal, James Farentino
- Az ügynök halála (Death of a Salesman, 1985) rendező: Laslo Benedek Volker Schlöndorff szereplők: Dustin Hoffman, Kate Reid, John Malkovich, Stephen Lang
- Death of a Salesman (1996) rendező: David Thacker szereplők: Warren Mitchell, Rosemary Harris, Iain Glen, Owen Teale

## További információ
- Arató László: A jelent meghatározó múlt – analitikus drámák (Iskolakultúra, 2000. 11. szám)